# Vítor de Marselha
São Vítor de Marselha foi um mártir cristão executado durante a perseguição de Diocleciano. É venerado como santo tanto pela Igreja Católica Romana como pela Igreja Ortodoxa.
É tido como soldado da Legião Tebana. Como cristão, recusou o sacrifício aos deuses e foi torturado e executado por trituração numa mó.
É o santo padroeiro de Marselha.